# Arquidiócesis de Mesina-Lípari-Santa Lucía del Mela
La arquidiócesis de Mesina-Lípari-Santa Lucía del Mela (en latín: Archidioecesis Messanensis-Liparensis-Sanctae Luciae y en italiano: Arcidiocesi di Messina-Lipari-Santa Lucia del Mela) es una circunscripción eclesiástica de la Iglesia católica en Italia. Se trata de una arquidiócesis latina, sede metropolitana de la provincia eclesiástica de Mesina-Lípari-Santa Lucía del Mela. Desde el 20 de octubre de 2016 su arzobispo es Giovanni Accolla.

## Territorio y organización

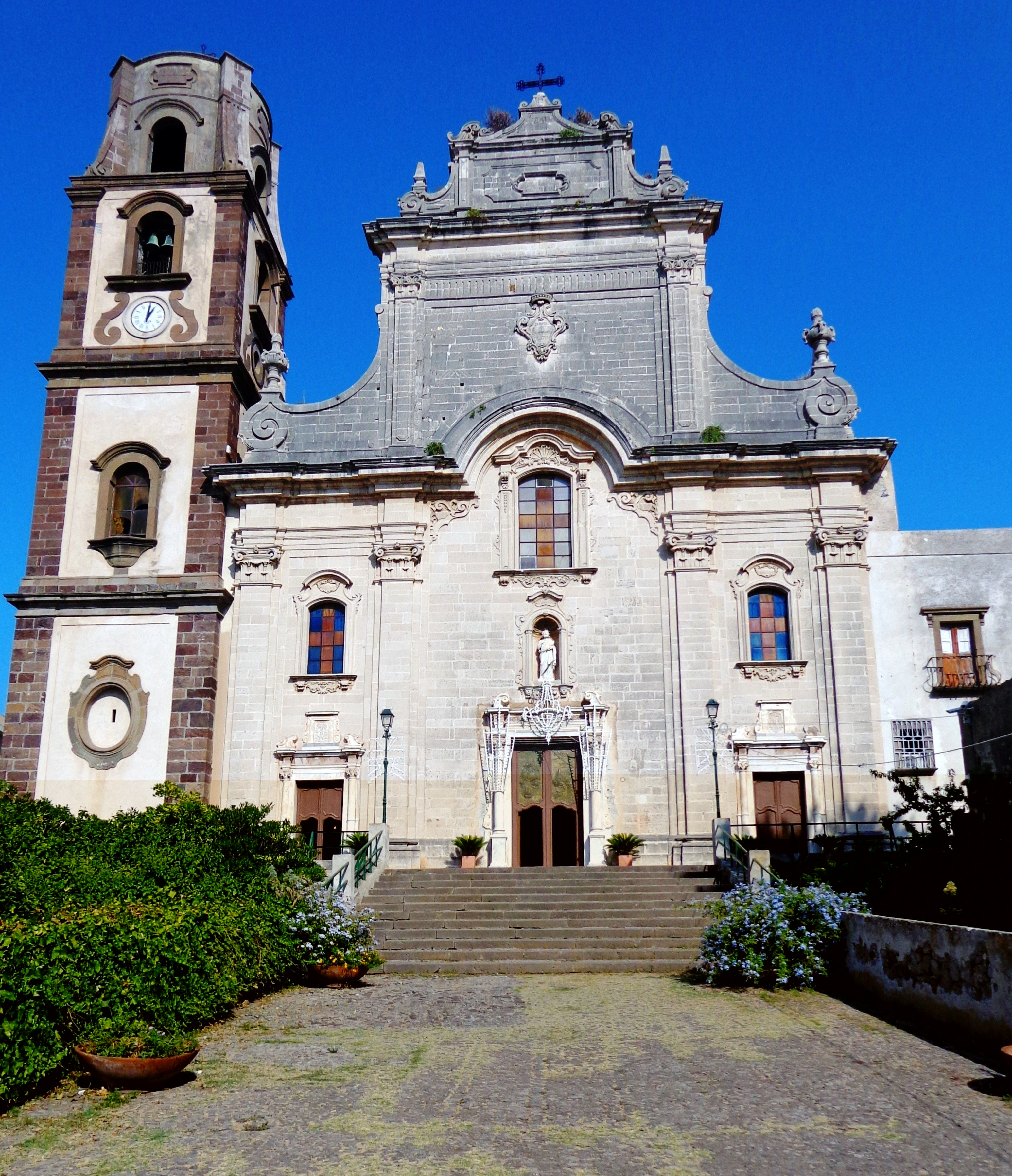
Concatedral de San Bartolomé, en Lípari

La arquidiócesis tiene 1521 km² y extiende su jurisdicción sobre los fieles católicos de rito latino residentes en parte de la región de Sicilia, comprendiendo el 66 comunas de la ciudad metropolitana de Mesina: Mesina, Alì, Alì Terme, Antillo, Barcellona Pozzo di Gotto, Basicò, Casalvecchio Siculo, Castelmola, Castroreale, Condrò, Falcone Fiumedinisi, Fondachelli-Fantina, Forza d'Agrò, Francavilla di Sicilia, Furci Siculo, Furnari, Gaggi, Gallodoro, Giardini-Naxos, Graniti, Itala, Letojanni, Limina, Malvagna, Mandanici, Mazzarrà Sant'Andrea, Merì, Milazzo, Mojo Alcantara, Monforte San Giorgio, Mongiuffi Melia, Montalbano Elicona, Motta Camastra, Nizza di Sicilia, Novara di Sicilia, Pagliara, Roccafiorita, Roccalumera, Roccavaldina, Roccella Valdemone, Rodì Milici, Rometta, San Pier Niceto, Sant'Alessio Siculo, Santa Domenica Vittoria, Santa Teresa di Riva, Saponara, Savoca, Scaletta Zanclea, Spadafora, Taormina, Terme Vigliatore, Torregrotta, Tripi, Valdina, Venetico y Villafranca Tirrena, que formaban parte de la arquidiócesis de Mesina; Lípari, Leni, Malfa y Santa Marina Salina de la diócesis de Lípari, es decir las islas Eolias; Gualtieri Sicaminò, Pace del Mela, San Filippo del Mela y Santa Lucía del Mela de la prelatura de Santa Lucía del Mela.

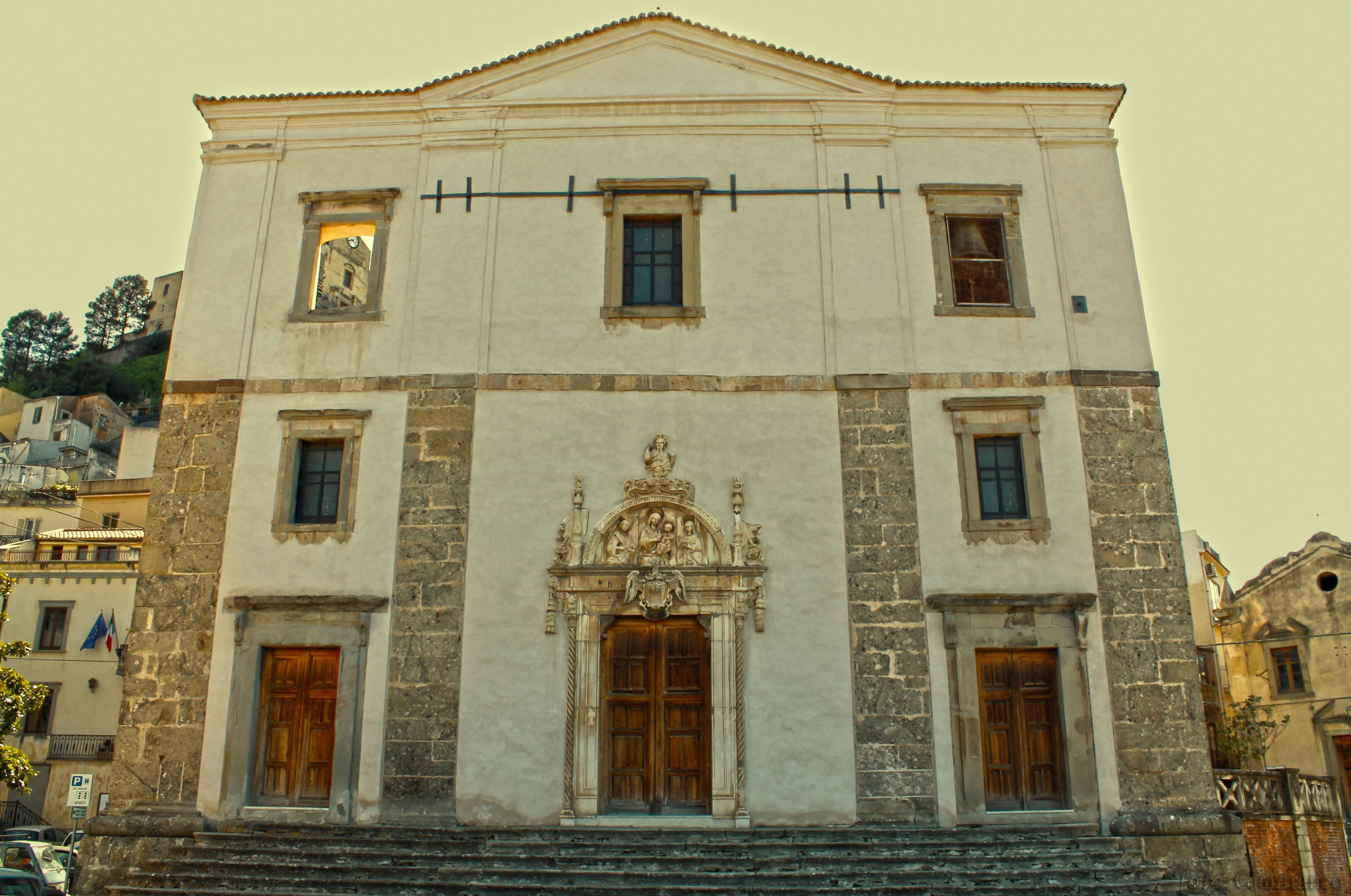
Concatedral de Santa María Asunta, en Santa Lucía del Mela

La sede de la arquidiócesis se encuentra en la ciudad de Mesina, en donde se halla la Catedral basílica de Santa María Asunta. En el territorio diocesano se hallan tres concatedrales:
- en Lípari, la Concatedral de San Bartolomé;
- en Santa Lucía del Mela, la Concatedral de Santa María Asunta;
- en Mesina, la Concatedral basílica archimandrital del Santísimo Salvador.

La arquidiócesis también incluye algunas otras basílicas menores:
- la basílica de San Nicolás de Bari (excatedral de la diócesis de Taormina), en Taormina;
- la basílica de María Santísima Asunta al Cielo y San Nicolás Obispo, en Montalbano Elicona;
- la basílica de San Cristóbal, en Canneto di Lipari;
- la basílica de San Juan Pablo II, en Barcellona Pozzo di Gotto;
- la basílica de San Sebastián, en Barcellona Pozzo di Gotto;
- la basílica del Sagrado Corazón de Jesús y San Antonio, en Mesina.

Son muchos los santuarios presentes en la arquidiócesis, entre ellos: el de Virgen de la Nieve, en Santa Lucía del Mela, y el de Santa María del Carmen, en Santa Teresa di Riva.

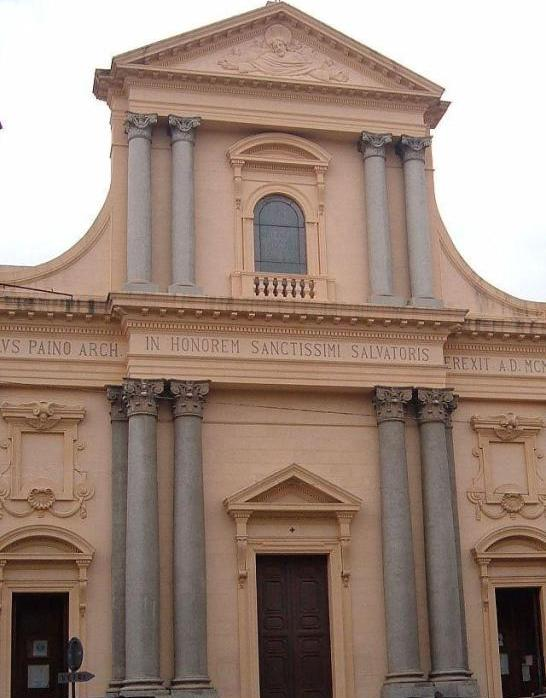
Concatedral basílica archimandrital del Santísimo Salvador, en Mesina

En 2021 en la arquidiócesis existían 247 parroquias agrupadas en 10 vicariatos que forman 4 zonas pastorales:
Zona pastoral Messina e villaggi
- Vicariato de Messina Centro-Nord
- Vicariato de Messina Sud-Galati
- Vicariato de Messina Faro

Zona pastoral Versante Ionico
- Vicariato de Santa Teresa di Riva-Roccalumera
- Vicariato de Taormina-Val d'Alcantara

Zona pastoral Versante Tirrenico
- Vicariato de Spadafora
- Vicariato de Milazzo-Santa Lucia del Mela
- Vicariato de Barcellona Pozzo di Gotto
- Vicariato de Montalbano Elicona-Novara di Sicilia

Zona pastoral Isole Eolie
- Vicariato de las Isole Eolie

Desde 1997 la parroquia mesinesa de Santa Maria del Grafeo es una prelatura "ad personam" con clero proprio de rito ítalo-bizantino en el ámbito de la arquidiócesis.

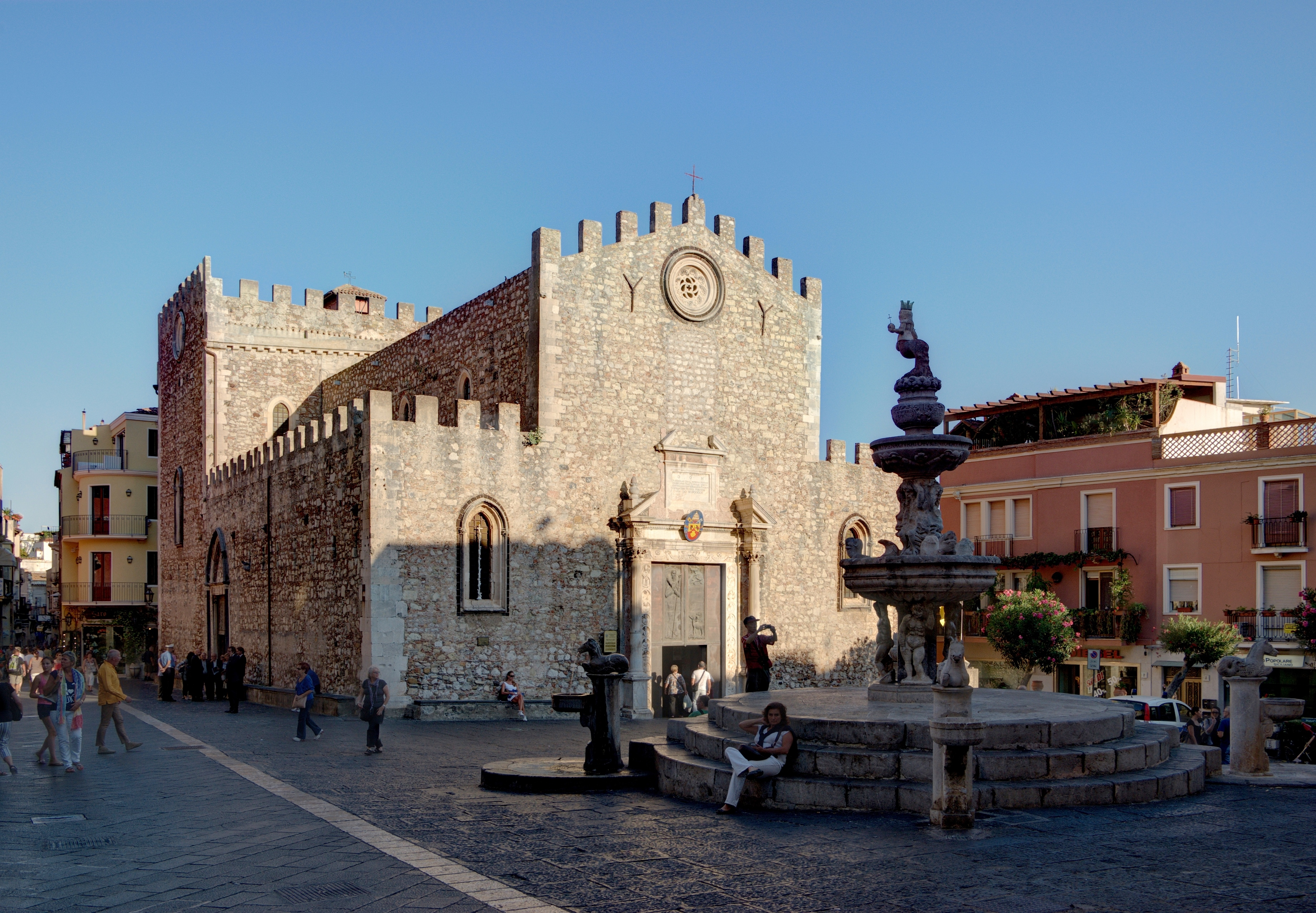
Basílica de San Nicolás de Bari, en Taormina

La arquidiócesis tiene como sufragáneas a las diócesis de Nicosia y Patti.

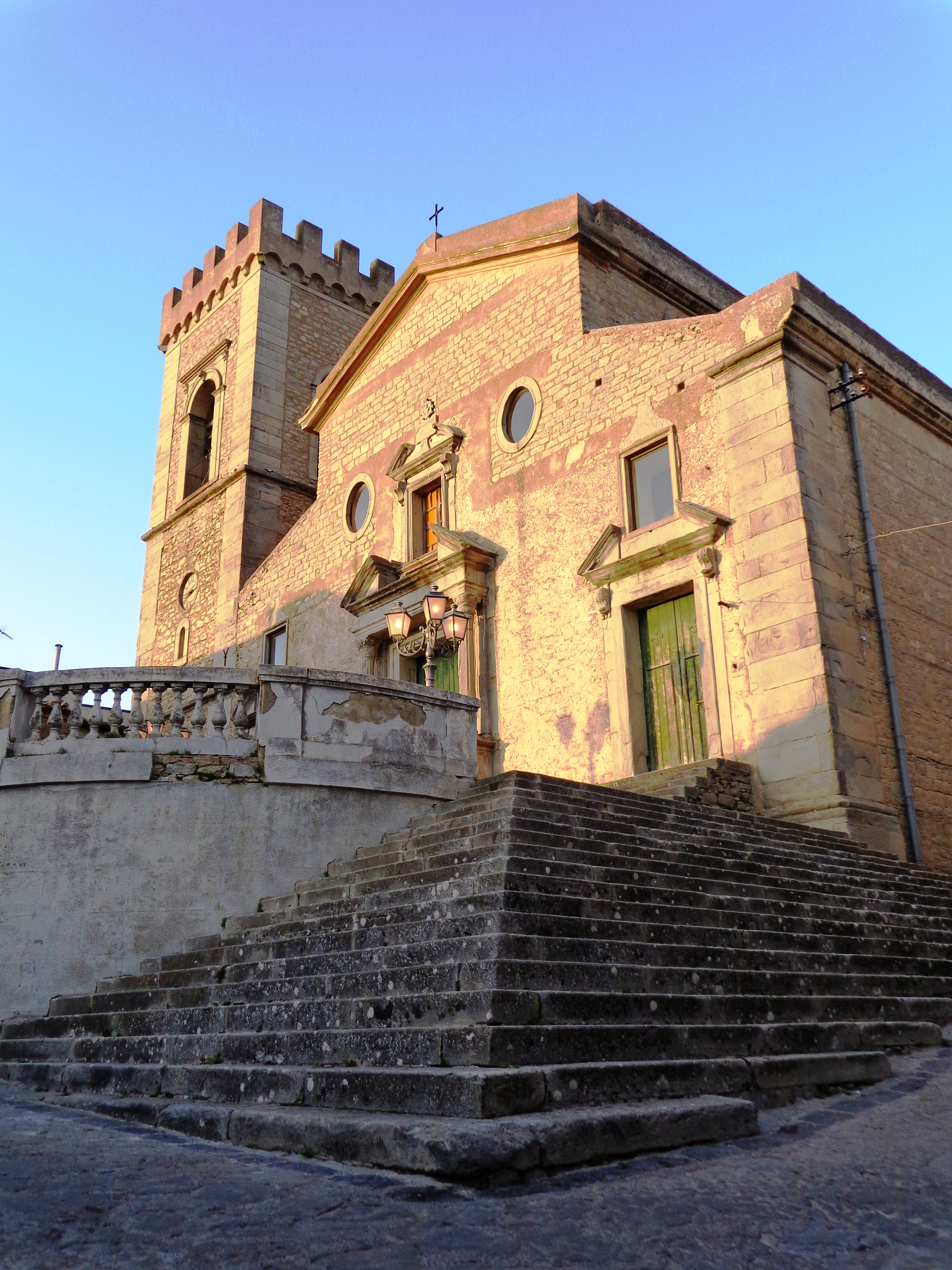
Basílica de María Santísima Asunta al Cielo, en Montalbano Elicona

## Historia
La actual arquidiócesis es fruto de la unión de cuatro antiguas circunscripciones eclesiásticas: la arquidiócesis de Mesina, la diócesis de Lípari, la prelatura de Santa Lucía de la Mela y el archimandritato del Santísimo Salvador.

### Diócesis de Lípari
La isla de Lípari estuvo habitada por monjes eremitas desde el siglo IV. Según la tradición el primer obispo fue san Agatón, presente en la isla en 264, quien acogió los restos del apóstol Bartolomé, que milagrosamente aterrizaron en una urna en las orillas de la isla. La Iglesia de Lípari está documentada por primera vez en un epígrafe de la segunda mitad del siglo V, dedicado a una joven cristiana llamada Proba y donde se hace referencia explícita a la "santa y católica iglesia de Lípari". Otra inscripción daría testimonio de una importante presencia cristiana ya a finales del siglo IV.
Los obispos eolios del primer milenio son conocidos gracias a los sínodos y concilios de la época y a la correspondencia del papa Gregorio Magno. El primer obispo documentado históricamente es Augusto, presente en dos sínodos romanos en 501 y 502 convocados por el papa Símaco. Además, un sello episcopal ha devuelto el nombre del obispo Leonzio, que vivió entre los siglos IX y X. Como todas las diócesis sicilianas, también Lípari formó parte del patriarcado de Roma hasta el siglo VIII, cuando fue sometida al patriarcado de Constantinopla y hecha sufragánea de Siracusa, como documenta la Notitiae Episcopatuum del patriarcado.
El archipiélago de las Eolias fue sometido por los árabes musulmanes en el siglo VIII y la vida cristiana solo se retomó hasta el siglo XI, cuando el conde normando Roger, luego de haber conquistados las islas, fundó en Lípari, entre 1072 y 1081, una abadía benedictina, intitulada a san Bartolomé apóstol. La fundación fue aprobada por el papa Urbano II en 1091. El mismo Roger fundó en Patti otra abadía, dedicada al Santísimo Salvador, que estaba unida a la de Lípari y gobernada por un solo abad, Ambrosio, con dos priores distintos.
El 14 de septiembre de 1131 el antipapa Anacleto II, con el apoyo de Roger II, erigió las dos abadías en obispados, nombrando obispo al abad Giovanni. Sin embargo, estos actos fueron revocados por el papa Inocencio II en 1139, durante el II Concilio de Letrán, y el obispo Giovanni fue depuesto.
En 1157 el papa Eugenio III erigió la diócesis de Patti y Lípari, unidas aeque principaliter, y nombró al primer obispo, Gilberto. En 1166 el papa Alejandro III sometió las dos diócesis a la sede metropolitana de Mesina.
En 1206 el territorio de Santa Lucía del Mela fue separado de las dependencias de la diócesis de Lípari y se hizo autónomo de la jurisdicción de sus obispos.
En el siglo XIV Lípari y Patti pasaron a formar parte de dos entidades políticas diferentes, el Reino de Nápoles y el Reino de Sicilia, lo que inevitablemente condujo a la separación de las dos diócesis. De hecho, la unión permaneció hasta el 18 de abril de 1399, cuando el papa Bonifacio IX, con el breve Dudum ex certis, separó las dos diócesis y trasladó al obispo Francesco Gattolo a la sede de Lípari, y nombró a Francesco Hermemir para la sede de Patti. Con otra bula, el mismo papa tuvo que determinar las posesiones de cada uno, sobre las cuales los dos prelados habían encontrado motivo para pelearse.
El 29 de noviembre de 1627 la Iglesia de Lípari fue eximida de la metrópolis de Mesina y pasó a estar inmediatamente sujeta a la Santa Sede mediante el breve Romanus Pontifex del papa Urbano VIII. Esta decisión provocó una larga polémica con el arzobispo de Mesina, que veía vulnerados sus derechos metropolitanos, que sólo se resolvió en tiempos del papa Benedicto XIII. A este pontífice se debe también la solución de la llamada controversia de Lípari, en la que se enfrentaron regalistas y defensores de los derechos del papa. Este «acontecimiento tuvo consecuencias gravísimas en toda Sicilia y provocó también el exilio de algunos obispos sicilianos. Entre ellos se encontraba el obispo de Lípari, Nicola Maria Tedeschi (1710-1722)», que se vio obligado a dimitir.
En 1844, con motivo de la reorganización de las diócesis sicilianas, Lípari vio terminar su independencia eclesiástica y fue nuevamente sometida a la provincia eclesiástica de Mesina.
A principios del siglo XX, basándose en la donación de Roger de 1088, el obispo Angelo Paino demandó a la comuna de Lípari para obtener la propiedad exclusiva de los terreno de piedra pómez de la isla. El largo conflicto que se produjo y las amenazas de muerte dirigidas al prelado obligaron a Paino a abandonar las islas y gobernar la diócesis desde Mesina. Al final el Tribunal Supremo rechazó el recurso del prelado de Lípari.
En el momento de la plena unión con Mesina, Santa Lucía del Mela y el archimandritato del Santísimo Salvador, la diócesis de Lípari incluía 26 parroquias en las comunas de Leni (3), Lípari (18), Malfa (3) y Santa Marina Salina (2).

### Prelatura de Santa Lucía del Mela
En 1206 se erigió la parroquia de Santa Lucía in plana Milacii, gracias al interés del emperador Federico II, que había hecho del lugar su lugar de veraneo y había erigido allí una capilla real. El territorio fue separado de la diócesis de Lípari y Patti y concedido por el soberano al capellán mayor del Reino de Sicilia, institución fundada en 1132.
Desde que los obispos de Lípari y Patti reivindicaron sus derechos sobre el territorio parroquial, primero en 1228 y luego definitivamente en 1248 el soberano confirmó la independencia eclesiástica de Santa Lucía, en virtud de las prerrogativas que derivaban del privilegio que el papa Urbano II había concedido en 1098 al Conde Roger y conocido como Apostolica Legazia di Sicilia.
En 1464, en cambio, el virrey de Sicilia concedió al prelado Angelo Staiti la potestad de gobierno con carácter episcopal, sin la obligación de residencia ni de ordenación de obispo. Estas prerrogativas le daban el derecho de sentarse en el parlamento de Sicilia.
En el siglo XV, el rey Martino confirmó y estableció que los prelados de Santa Lucía estaban sujetos a la Capilla Real y por tanto exentos de la jurisdicción episcopal. En 1464, el virrey de Sicilia confirmó al prelado Angelo Staiti que su jurisdicción sobre la "Tierra de Santa Lucía de la llanura de Milazzo" tenía carácter episcopal, lo que implicaba por tanto el gobierno in spiritualibus et temporalibus sobre el clero del territorio, pero con obligación de residencia y consagración como obispo. Estas prerrogativas dieron al titular de Santa Lucía el derecho a sentarse en el parlamento siciliano.
Con las reformas introducidas por el Concilio de Trento, los prelados debían residir en Santa Lucía para cuidar la cura animarum establecida por el concilio. Según Pirri Simone Rao Grimaldi (1602-1616) fue el primer parochus et prelatus ordinarius en establecerse en Santa Lucía; inició la construcción del palacio episcopal y la reconstrucción de la antigua iglesia prelaticia que había sido encargada por el conde Roger en 1094, obras que fueron terminadas por su sucesor, el beato Antonio Franco (1616-1626). Franco también es responsable de convocar el primer sínodo en 1618. El segundo sínodo fue celebrado por el obispo Simone Impellizzeri en 1679, quien también trabajó por la fundación del seminario, alojado en las dependencias del castillo de Santa Lucía del Mela, y por la erección del capítulo de canónigos.
Entre los siglos XVII y XVIII una larga controversia sobre la posesión y jurisdicción de algunas aldeas enfrentó a los prelados de Santa Lucía con los arzobispos de Mesina, resuelta a mediados del siglo XVIII a favor de los primeros gracias a la intervención del visitador real De Ciocchis. En esta ocasión también se establecieron los límites de la prelatura, que comprendía un pequeño territorio formado por las actuales comunas de Santa Lucía del Mela, San Filippo del Mela, Pace del Mela, Gualtieri Sicaminò y respectivamente las fracciones de San Giovanni, Archi, Cattafi, Corriolo, Olivarella, Giammoro y Soccorso.
Entre los siglos XVIII y XIX la sede fue ocupada por dos de los más ilustres prelados que tuvo Santa Lucía: Carlo Santacolomba (1780-1801), simpatizante del jansenismo y fundador de la primera escuela elemental pública para niñas; y Alfonso Airoldi (1803-1817), partidario de las ideas regalistas y galicanas, y gran mecenas.
A partir del siglo XIX los prelados perdieron el título de "capellanes mayores del Reino" cuando el clero palatino siciliano pasó bajo el control del capellán mayor del Reino de Nápoles que se convirtió en el Reino de las Dos Sicilias. Sin embargo, con el papa Pío IX, Santa Lucía y su territorio quedaron definitivamente configurados como una prelatura nullius sujeta inmediatamente a la Santa Sede.
Con la unificación de Italia la sede de Santa Lucía tuvo que sufrir mucho. De hecho, después del traslado de Gaetano Blandini a Agrigento, la prelatura permaneció mucho tiempo sin pastores debido al fracaso del gobierno italiano en conceder el exequatur a los obispos nombrados por la Santa Sede, Gerbino, Fiorenza y Di Giovanni. En 1901 fue nombrado administrador apostólico, Francesco Certo, quien, aunque consagrado obispo, continuó siendo párroco de su ciudad natal durante el resto de su vida. La prelatura fue de hecho gobernada por vicarios capitulares hasta el nombramiento de Salvatore Ballo Guercio en 1920.
En el momento de la plena unión con Mesina y Lípari y del archimandritato del Santísimo Salvador, la prelatura de Santa Lucía del Mela comprendía 8 parroquias:
- 1 en la comuna de Gualtieri Sicaminò: San Nicola di Bari y Santa Maria Assunta;
- 2 en la comuna de Pace del Mela: Santa Maria della Visitazione, Santa Maria del Rosario en Giammoro;
- 2 en la comuna de San Filippo del Mela: Santos Felipe y Santiago y Santa Maria Addolorata, Santa Maria della Catena e Immacolata en Olivarella;
- 3 en la comuna de Santa Lucia del Mela: Sagrado Corazón, Santa Maria Annunziata, Santa Maria Assunta.

### Archimandritato del Santísimo Salvador
En el siglo XI el monasterio del Santísimo Salvador "in lingua phari" fue fundado por el gran conde Roger de Altavilla, cerca de la hoz del puerto de Mesina, también conocida como península de San Raineri, y fue confiado a monjes basilios de rito bizantino. Su hijo, el rey Roger II, lo elevó a monasterio archimandrital (o archimandritato, es decir, cabeza de otros monasterios) en mayo de 1131. En octubre del mismo año, Ugone, arzobispo de Mesina, donó al archimandritato del Santísimo Salvador 35 iglesias y monasterios con sus posesiones.
La jurisdicción del archimandritato del Santísimo Salvador se expandió a lo largo de los siglos, extendiéndose a 62 monasterios en Sicilia y Calabria. El archimandritato fue erigido en diócesis por el papa Urbano VIII con un breve del 23 de marzo de 1635. Posteriormente, hubo desacuerdos con la arquidiócesis de Mesina que surgieron debido a las dificultades para identificar y delimitar el territorio propio del archimandritato.
Con la muerte del cardenal archimandrita Emmanuele De Gregorio, el 6 de noviembre de 1839, se inició un larguísimo período de sede vacante. Las leyes posteriores sobre la supresión de las corporaciones religiosas llevaron al cierre de los monasterios basilios y a su confiscación por parte del Estado. El archimandritato quedó así reducido a unas pocas parroquias y el papa León XIII, mediante un breve del 31 de agosto de 1883, unió el archimandritato del Santísimo Salvador aeque principaliter a la arquidiócesis de Mesina.
En el momento de la plena unión con Mesina, Lípari y Santa Lucía del Mela, el archimandritato incluía 27 parroquias repartidas por toda la provincia de Mesina.

### Arquidiócesis de Mesina
Según la tradición, la diócesis fue erigida por san Pablo, quien ordenó al primer obispo, san Bacchilo. Sin embargo, sólo hay noticias documentadas históricamente a partir del siglo V: el primer obispo conocido es Eucarpo I presente en el sínodo romano de 502. De las cartas de los papas Pelagio I y Gregorio Magno se conoce los nombres de otros obispos: Eucarpo II, Felice y Dono. En los concilios ecuménicos celebrados en Oriente estuvieron presentes otros obispos de Mesina: Benedicto, Gaudioso y Gregorio.
Como todas las diócesis sicilianas, también Messina formó parte del patriarcado de Roma hasta el siglo VIII, cuando fue sometida al patriarcado de Constantinopla y hecha sufragánea de Siracusa, como documenta la Notitiae Episcopatuum del patriarcado. Con la conquista árabe de Sicilia, ya no se tienen noticias de las comunidades cristianas de la isla ni de su organización eclesiástica. En el accidentado Val Demone sólo sobrevivieron unos pocos monasterios griegos.
A partir del año 1061, los normandos iniciaron la reconquista de Sicilia partiendo de Mesina. El conde Roger I, después de haber ocupado la plaza fuerte de Troina, la eligió como capital de su reino y estableció allí una diócesis (1082), nombrando obispo a Roberto, quien trasladó la sede a Mesina (1096), después de que la ciudad fuera definitivamente arrebatada a los árabes. Sus sucesores mantuvieron el doble título de Mesina y Troina hasta la época de la reina Constanza de Altavilla.
Las buenas relaciones iniciales entre los soberanos normandos y la Santa Sede se deterioraron cuando Roger II reconoció al antipapa Anacleto II (1130), quien erigió a Mesina en sede metropolitana mediante la bula Piae postulatio voluntatis. Sin embargo, estas iniciativas de Anacleto II fueron anuladas al final del cisma por el papa Eugenio III, quien mediante la bula Cum universis ecclesiis de 1159 reafirmó el privilegium libertatis concedido en tiempos de Roger I, es decir, la exención de Mesina de cualquier otra jurisdicción eclesiástica y su sumisión directa a la Santa Sede. Sin embargo, en 1166 el papa Alejandro III, después de haber visitado Mesina el año anterior, erigió la sede en metrópolis mediante la bula Licet omnes discipuli con las sufragáneas de Cefalú y de Patti y Lípari.
El 22 de septiembre de 1197 la catedral fue consagrada por el arzobispo Bernardo en presencia del emperador Enrique VI.
A causa de la guerra de las Vísperas Sicilianas, la sede de Mesina permaneció vacante durante aproximadamente veinte años. De hecho, el obispo Francesco Fontana, elegido en Nápoles por el cabildo catedralicio en el exilio, renunció poco después a la sede, que permaneció sin pastor hasta el nombramiento de Guidotto d'Abbiate en 1304.
Durante los siglos XIV y XV hubo muchos casos de conflicto entre el cabildo catedralicio y la Santa Sede, que en varias ocasiones se negó a aprobar los nombramientos de arzobispos, dejando así la sede vacante durante varios años.
Los arzobispos Giovanni Retana y Antonio Lombardo construyeron e inauguraron el seminario arzobispal. Entre 1621 y 1725 se celebraron cinco sínodos diocesanos, a los que se suman los celebrados en 1392 y 1588.
Durante el siglo XVIII la arquidiócesis tuvo que sufrir mucho, primero por la peste de 1743, que causó la muerte de 30 000 personas, entre ellas el arzobispo Tommaso Vidal; y luego por el terremoto de 1783, que causó grandes daños y dañó gravemente la catedral.
En la primera mitad del siglo XIX Messina cedió porciones de territorio para la erección de la diócesis de Nicosia (el 17 de marzo de 1817 mediante la bula Superaddita diei del papa Pío VII) y la diócesis de Acireale (el 27 de junio de 1844 mediante la bula Quodcumque ad catholicae religionis incrementum del papa Gregorio XVI). Además, el 22 de marzo de 1822, 24 centros habitados fueron cedidos a la diócesis de Patti. En el mismo período también la provincia eclesiástica de Mesina fue modificada con la adquisición de la diócesis de Nicosia (1817) y la diócesis de Lípari (1844), y el traslado de la diócesis de Cefalú a la arquidiócesis de Palermo. Además, en 1883 el papa León XIII unió aeque principaliter al archimandritato del Santísimo Salvador, que había estado vacante durante cincuenta años, a la arquidiócesis de Mesina.
Desde 1861, tras la muerte de Francesco di Paola Villadecani la archidiócesis quedó vacante, también a causa de los intentos del gobierno liberal de intervenir en el nombramiento de obispos, que estaba sujeto al exequatur y a la pretensión de apropiarse del patronato real de los monarcas anteriores, es decir, de gozar del derecho de presentación de obispos. En 1865 el gobierno propuso en conversaciones informales promover a Luigi Natoli, obispo de Caltagirone, a la sede de Mesina. El nombramiento agradó a la Santa Sede, pero se retrasó porque estaba incluido en complejas negociaciones para los nombramientos de las otras siete diócesis sicilianas que habían quedado vacantes.
En el último cuarto del siglo XIX el arzobispo Giuseppe Guarino aseguró la aplicación pastoral de los decretos del Concilio de Trento, proporcionando a los sacerdotes una profunda preparación cultural y espiritual en los estudios del seminario. Se trató de una respuesta al proceso general de secularización de la cultura y de secularización de la sociedad, que buscaba superar una religiosidad basada en gran medida en aspectos cultuales y promovía ejemplos de aplicación concreta de la doctrina en la vida social , tanto por parte de sacerdotes como de laicos, llamados a un compromiso social.
A principios del siglo XX la arquidiócesis y la ciudad de Mesina vivieron dos momentos altamente dramáticos: el terremoto de 1908, que destruyó el 90% de los edificios (incluida la catedral y la mayor parte de las iglesias y casas religiosas) y causó 80 000 muertos; el bombardeo aliado de junio de 1943, que provocó nuevamente la destrucción de la catedral, que ardió durante tres días consecutivos.

### Sedes unidas
El 20 de diciembre de 1976 Ignazio Cannavò, coadjutor del arzobispo de Mesina, fue nombrado prelado de Santa Lucía. El 3 de junio siguiente fue nombrado arzobispo de Mesina con el título del archimandritato del Santísimo Salvador. Finalmente, el 10 de diciembre de 1977 fue nombrado también obispo de Lípari. Desde este momento las tres sedes quedaron unidas in persona episcopi, es decir, gobernadas por un solo obispo.
El 30 de septiembre de 1986, mediante el decreto Instantibus votis de la Congregación para los Obispos, las sedes de Mesina y Lípari y la prelatura de Santa Lucía del Mela se unieron con la fórmula plena unione y el distrito eclesiástico asumió su nombre actual. Además, se estableció que el arzobispo pro tempore también ostenta el título de archimandrita del Santísimo Salvador.
Ignazio Cannavò, que se retiró por límite de edad en 1997, fue sucedido por Giovanni Marra hasta el 18 de noviembre de 2006, cuando también se retiró por límite de edad. El mismo día fue nombrado arzobispo Calogero La Piana, salesiano, pero dimitió el 24 de septiembre de 2015 por motivos de salud. Después de poco más de un año de administración apostólica, inicialmente por parte de Antonino Raspanti y luego por parte de Benigno Luigi Papa. El 20 de octubre de 2016 Giovanni Accolla fue nombrado arzobispo metropolitano y archimandrita del clero de la arquidiócesis de Siracusa.

## Estadísticas
Según el Anuario Pontificio 2022 la arquidiócesis tenía a fines de 2021 un total de 488 000 fieles bautizados.
| Año                                                                             | Población            | Población | Población      | Sacerdotes | Sacerdotes    | Sacerdotes    | Bautizados por sacerdote | Diáconos permanentes | Religiosos | Religiosos | Parroquias |
| Año                                                                             | Bautizados católicos | Total     | % de católicos | Total      | Clero secular | Clero regular | Bautizados por sacerdote | Diáconos permanentes | Varones    | Mujeres    | Parroquias |
| ------------------------------------------------------------------------------- | -------------------- | --------- | -------------- | ---------- | ------------- | ------------- | ------------------------ | -------------------- | ---------- | ---------- | ---------- |
| Arquidiócesis de Mesina                                                         |                      |           |                |            |               |               |                          |                      |            |            |            |
| 1949                                                                            | 399 000              | 400 000   | 99.8           | 454        | 294           | 160           | 878                      |                      | 270        | 1700       | 250        |
| 1970                                                                            | 478 000              | 495 500   | 96.5           | 502        | 274           | 228           | 952                      |                      | 292        | 1120       | 214        |
| 1980                                                                            | 447 100              | 457 000   | 97.8           | 417        | 241           | 176           | 1072                     |                      | 230        | 944        | 239        |
| Diócesis de Lípari                                                              |                      |           |                |            |               |               |                          |                      |            |            |            |
| 1949                                                                            | 20 000               | 20 000    | 100.0          | 51         | 48            | 3             | 392                      |                      | 5          | 16         | 26         |
| 1970                                                                            | 13 000               | 13 000    | 100.0          | 37         | 34            | 3             | 351                      |                      | 3          | 24         | 26         |
| 1980                                                                            | 13 048               | 13 550    | 96.3           | 24         | 24            | -             | 543                      |                      | -          | 17         | 26         |
| Prelatura de Santa Lucía del Mela                                               |                      |           |                |            |               |               |                          |                      |            |            |            |
| 1950                                                                            | 19 940               | 20 550    | 97.0           | 42         | 21            | 21            | 474                      |                      | -          | 20         | 9          |
| 1970                                                                            | 17 613               | 17 716    | 99.4           | 20         | 14            | 6             | 880                      |                      | 6          | 23         | 11         |
| 1980                                                                            | ?                    | 17 100    | ?              | 22         | 16            | 6             | ?                        |                      | 16         | 6          | 11         |
| Arquidiócesis de Mesina-Lípari-Santa Lucía del Mela                             |                      |           |                |            |               |               |                          |                      |            |            |            |
| 1990                                                                            | 514 000              | 526 000   | 97.7           | 483        | 267           | 216           | 1064                     | 15                   | 278        | 913        | 241        |
| 1999                                                                            | 503 000              | 518 360   | 97.0           | 435        | 248           | 187           | 1156                     | 46                   | 237        | 720        | 243        |
| 2000                                                                            | 503 000              | 518 360   | 97.0           | 435        | 250           | 185           | 1156                     | 46                   | 236        | 706        | 243        |
| 2001                                                                            | 503 000              | 518 360   | 97.0           | 415        | 235           | 180           | 1212                     | 53                   | 240        | 690        | 244        |
| 2002                                                                            | 503 000              | 518 360   | 97.0           | 420        | 238           | 182           | 1197                     | 53                   | 210        | 675        | 244        |
| 2003                                                                            | 486 329              | 487 429   | 99.8           | 343        | 241           | 102           | 1417                     | 62                   | 165        | 502        | 244        |
| 2004                                                                            | 486 329              | 487 429   | 99.8           | 346        | 241           | 105           | 1405                     | 62                   | 232        | 489        | 244        |
| 2013                                                                            | 515 900              | 517 300   | 99.7           | 372        | 232           | 140           | 1386                     | 80                   | 216        | 462        | 245        |
| 2016                                                                            | 498 000              | 523 000   | 95.2           | 352        | 225           | 127           | 1414                     | 82                   | 177        | 390        | 246        |
| 2019                                                                            | 494 000              | 496 018   | 99.6           | 356        | 230           | 126           | 1387                     | 81                   | 195        | 302        | 246        |
| 2021                                                                            | 488 000              | 490 000   | 99.6           | 337        | 217           | 120           | 1448                     | 82                   | 183        | 295        | 247        |
| Fuente: Catholic-Hierarchy, que a su vez toma los datos del Anuario Pontificio. |                      |           |                |            |               |               |                          |                      |            |            |            |

### Vida consagrada
En el territorio arquidiocesano están presentes los siguientes institutos religiosos y sociedades masculinos: camilianos, carmelitas, dominicos, hermanos maristas, franciscanos observantes, capuchinos, franciscanos conventuales, jesuitas, mínimos, combonianos, misioneros del Espíritu Santo, misioneros de la Preciosísima Sangre, oblatos de María Inmaculada, siervos de la Caridad, orionistas, rogacionistas, salesianos, franciscanos regulares y venturinos.
Numerosas son las sociedades e institutos religiosos femeninos presentes en Mesina-Lípari-Santa Lucía del Mela, tales como: Siervas Reparadoras del Sagrado Corazón de Jesús, Apóstoles de la Sagrada Familia, Capuchinas del Sagrado Corazón, Orden de las hermanas pobres de Santa Clara, Dominicas del Sagrado Corazón de Jesús, Hijas del Divino Celo, Dominicas de Santa María del Arco, Hijas de la Caridad de San Vicente de Paúl, Hijas de María Auxiliadora, Hijas de María Inmaculada, Hijas de Santa Ana, Pía Sociedad Hijas de San Pablo, Franciscanas de la Inmaculada Concepción de Lipari, Franciscanas de los Pobres, Franciscanas de Santa Clara, Franciscanas Misioneras de María, Misioneras de la Inmaculada Reina de la Paz, Misioneras del Sagrado Corazón de Jesús Santa Francisca Javier Cabrini, Hermanitas de los Pobres, Adoratrices de la Sangre de Cristo, Hermanas del Divino Salvador, Hermanas de la Preciosísima Sangre, Hermanas de Jesús Buen Pastor (pastorcitas), Hermanas Siervas de los Pobres (bocconistas) y las Hermanas del Amor de Dios.
Entre los institutos seculares que desarrollan su labor pastoral en la arquidiócesis se encuentran: Apóstoles del Sagrado Corazón, Cooperadoras Oblatas Misioneras de la Inmaculada, Misioneras de los Enfermos Cristo Esperanza, Misioneras del Evangelio, Misioneras de la Realeza de Cristo, Misioneras Seculares Combonianas, Instituto Secular Hijas de Santa Ana, Pequeña Compañía de Santa Isabel, Pequeña Familia Franciscana y Voluntarias de Don Bosco.

## Episcopologio

### Sede de Mesina
- San Bacchilo? † (siglo I)[nota 6][nota 7][29]

San Eleuterio †
Capitone †
Alessandro †
Giovanni †
Giustiniano †
- Eucarpo I † (mencionado en 502)[nota 12]

Peregrino †

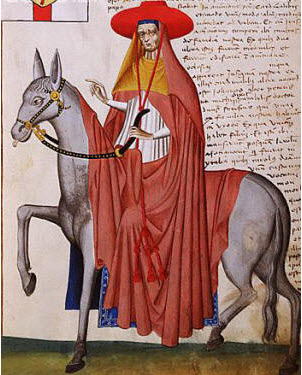
El cardenal Antonio Cerdá y Lloscos, trinitario fue arzobispo de Mesina del 1448 al 1449

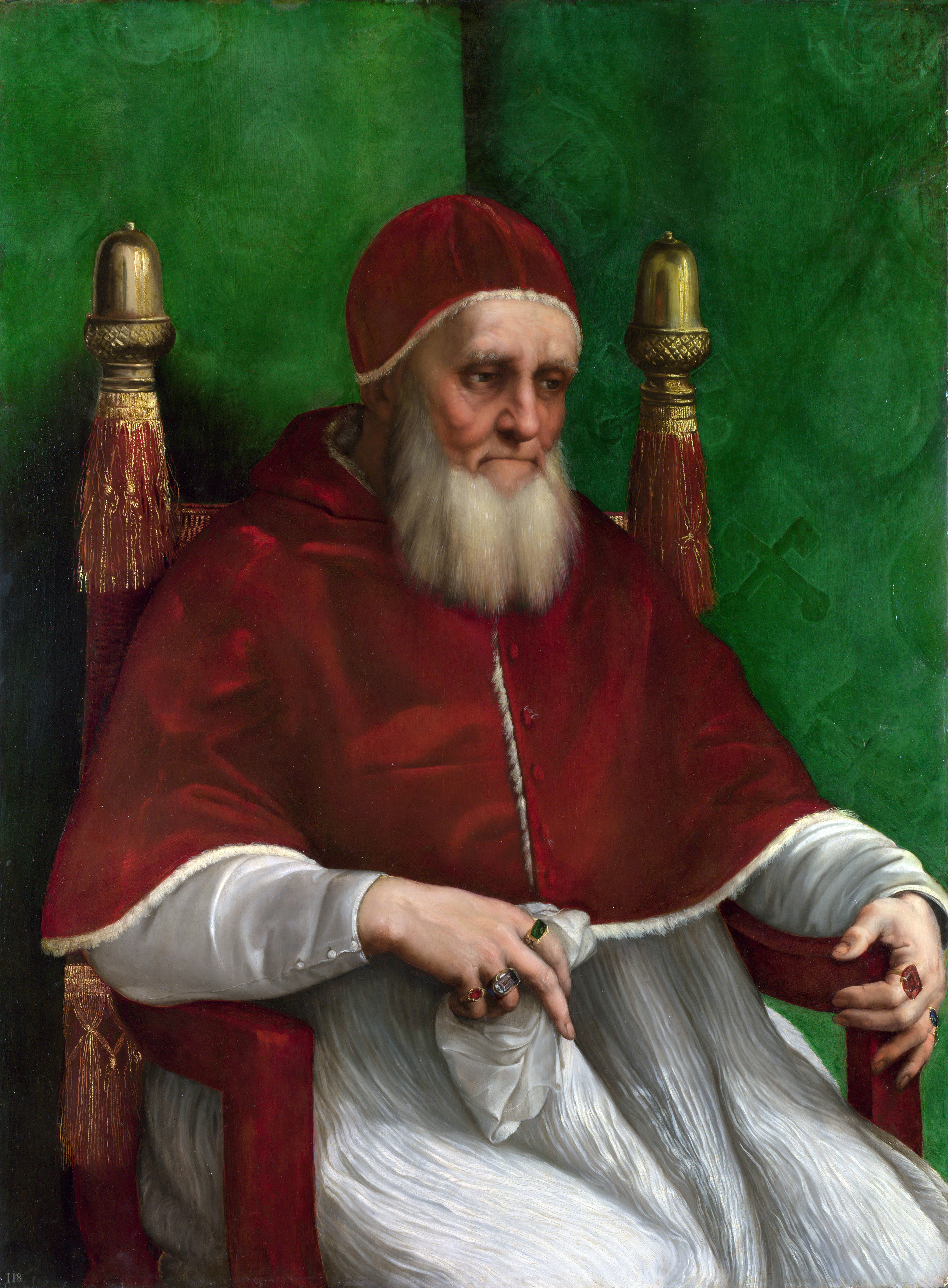
El cardenal Giuliano della Rovere, más tarde papa Julio II, fue administrador apostólico de Mesina de 1473 al 1474.

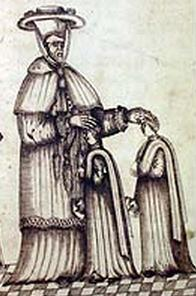
Gaspar Cervantes de Gaeta ocupó la sede de Mesina de 1561 a 1564

- Eucarpo II † (antes del 558-después de 560)
- Felice † (antes del 591-después de 593)
- Dono † (antes del 595-después de 603)

Felice †
Guglielmo †
- Teodoro † (siglo VII)[33]
- Peregrino? † (mencionado en 649)[nota 15]
- Benedetto † (antes del 679-después de 680)[nota 16]
- Paolo † (siglo VIII)[33]
- Gaudioso † (mencionado en 787)
- Gregorio † (mencionado en 869)[nota 17]

Ippolito †
- Sede suprimida (siglos X-XI)

- Roberto I † (1082-1109 falleció)
- Goffredo I † (mencionado en 1113)
- Guglielmo † (circa 1122-circa 1126 falleció)
- Ugone † (1127-circa 1139 falleció)
- Goffredo II † (mencionado en 1140)
- Roberto II † (mencionado en 1142)
- Gerardo † (julio de 1144-?)
- Arnaldo † (abril de 1147-?)
- Roberto III † (antes del 1151-después de 1157)
- Nicolò I † (antes del 1166-antes del 1182 falleció)
- Richard Palmer † (circa de enero de 1183[nota 19]-7 de agosto de 1195 falleció)[34]
- Bernardo † (antes de abril de 1196-después de septiembre de 1226)[34][nota 20]
- Landone di Anagni † (abril de 1232-circa 1248 falleció)[34]
  - Sede vacante (1249-1255)[34]
- Giovanni Colonna, O.P. † (agosto/octubre de 1255-11 de octubre de 1263 falleció)[34]
  - Tommaso D'Agni Lentini, O.P. † (1263-1266 renunció) (administrador apostólico)
- Bartolomeo Pignatelli † (25 marzo o 30 de septiembre de 1266[nota 21]-13 de junio de 1270 falleció)[34]
  - Sede vacante (1270-1274)[34]
- Reginaldo Lentini, O.P. † (5 de diciembre de 1274-después del 31 de mayo de 1287 falleció)[34]
- Francesco Fontana † (23 de abril de 1288-23 de agosto de 1296 nombrado arzobispo de Milán)[nota 22]
  - Sede vacante (1296-1304)
- Guidotto de Abbiate † (10 de enero de 1304-1333 falleció)
  - Sede vacante (1333-1342)[nota 23]
- Raimando de Pezzolis † (20 de noviembre de 1342-1348 falleció)
- Giordano Curti, O.F.M. † (31 de mayo de 1348-1348 o 1349 falleció)
- Pietro Porta, O.Cist. † (20 de marzo de 1349-? falleció)
- Guglielmo Monstrio † (23 de diciembre de 1355-1363 nombrado arzobispo de Monreale)
- Dionisio da Murcia, O.E.S.A. † (20 de marzo de 1363-después del 18 de julio de 1380 falleció)
  - Sede vacante (1380-1387)
- Maffiolo Lampugnani † (10 de julio de 1387-1 de marzo de 1392 nombrado obispo de Cracovia)
- Filippo Crispo, O.E.S.A. † (9 de marzo de 1392-1 de diciembre de 1402 falleció)
- Pietro Budano † (3 de enero de 1403-después del 24 de diciembre de 1406)
- Tommaso Crisafi, O.F.M. † (1408-julio de 1426 falleció)
- Bartolomeo Gattola † (14 de octubre de 1426-1446 falleció)
- Antonio Cerdá y Lloscos, O.SS.T. † (8 de enero de 1448-28 de marzo de 1449 nombrado obispo de Lérida)
- Giacomo Porcio † (21 de abril de 1449-octubre de 1450 falleció)
- Giacomo Tedesco, O.Cist. † (4 de noviembre de 1450-14 de marzo de 1473 falleció)
  - Giuliano della Rovere † (1473-mayo de 1474) (administrador apostólico)
- Giacomo da Santa Lucia, O.F.M. † (23 de mayo de 1474-7 de julio de 1480 nombrado arzobispo titular de Filippi y obispo de Patti[35])
- Pietro de Luna † (7 de julio de 1480-28 de agosto de 1492 falleció)
- Martino Ponz † (27 de marzo de 1493-1500 falleció)
- Martino Garcia † (4 de diciembre de 1500-1502 falleció)
- Pietro Bellorado, O.S.B. † (16 de marzo de 1502-1509 o 1510 falleció)
  - Pietro Isvalies † (1510-22 de septiembre de 1511 falleció) (administrador apostólico)
- Bernardino da Bologna † (23 de enero de 1512-1513 falleció)
- Antonio La Lignamine (o La Legname) † (24 de abril de 1514-13 de noviembre de 1537 falleció)
  - Innocenzo Cibo † (14 de junio de 1538-14 de abril de 1550 falleció) (administrador apostólico)
- Giovanni Andrea Mercurio † (30 de mayo de 1550-2 de febrero de 1561 falleció)
- Gaspar Cervantes de Gaete † (19 de noviembre de 1561-1 de marzo de 1564 nombrado arzobispo de Salerno)
- Antonio Cancellaro † (28 de abril de 1564-12 de noviembre de 1568 falleció)
- Giovanni Retana † (22 de junio de 1569-15 de mayo de 1582 falleció)
  - Sede vacante (1582-1585)
- Antonio Lombardo † (23 de enero de 1585-13 de septiembre de 1597 falleció)
- Francisco Velardo de la Cuenca † (1 de febrero de 1599-8 de julio de 1604 falleció)
- Bonaventura Secusio, O.F.M. † (17 de agosto de 1605-10 de junio de 1609 nombrado obispo de Catania)
- Pedro Ruiz de Valdevexo † (31 de agosto de 1609-2 de octubre de 1617 nombrado arzobispo a título personal de Orense)
- Andrea Mastrillo † (16 de mayo de 1618-5 de mayo de 1624 falleció)
  - Giovanni Domenico Spinola † (1625-1626) (administrador apostólico)
- Biago Proto de Rubeis † (20 de julio de 1626-7 de abril de 1646 falleció)
- Simone Carafa, C.R. † (16 de septiembre de 1647-22 de marzo de 1676 falleció)
- Giuseppe Cicala, C.R. † (9 de mayo de 1678-28 de septiembre de 1685 falleció)
- Francisco Álvarez de Quiñones † (27 de mayo de 1686-15 de septiembre de 1698 nombrado arzobispo a título personal de Sigüenza)
- Giuseppe Migliaccio † (24 de noviembre de 1698-25 de marzo de 1729 falleció)
- Tommaso Vidal y de Nin, O.Cist. † (11 de septiembre de 1730-junio de 1743 falleció)
- Tommaso Moncada, O.P. † (23 de septiembre de 1743-10 de octubre de 1762 falleció)
- Gabriele Maria Di Blasi e Gambacorta, O.S.B. † (9 de julio de 1764- 1 de febrero de 1767 falleció)
- Giovanni Maria Spinelli, C.R. † (10 de julio de 1767-marzo de 1770 falleció)
- Scipione Ardoino Alcontres, C.R. † (17 de junio de 1771-5 de mayo de 1778 falleció)
- Niccolò Ciafaglione † (20 de marzo de 1780-antes del 3 de noviembre de 1789 falleció)
- Francesco Paolo Perremuto, O.S.B. † (29 de marzo de 1790-11 de marzo de 1791 falleció)
- Gaetano Maria Garrasi, O.S.A. † (18 de junio de 1792-16 de febrero de 1817 falleció)
- Antonio Maria Trigona † (28 de julio de 1817-22 de noviembre de 1819 renunció[nota 24])
  - Sede vacante (1819-1823)
- Francesco di Paola Villadecani † (17 de noviembre de 1823-13 de junio de 1861 falleció)
  - Sede vacante (1861-1867)
- Luigi Natoli † (22 de febrero de 1867-25 de febrero de 1875 falleció)
- Giuseppe Guarino † (5 de julio de 1875-22 de septiembre de 1897 falleció)
- Letterio D'Arrigo Ramondini † (24 de marzo de 1898-18 de diciembre de 1922 falleció)
- Angelo Paino † (10 de febrero de 1923-7 de marzo de 1963 renunció[nota 25])
- Francesco Fasola, O.SS.G.C.N. † (25 de junio de 1963-3 de junio de 1977 retirado)
- Ignazio Cannavò † (3 de junio de 1977 por sucesión-30 de septiembre de 1986 nombrado arzobispo de Mesina-Lípari-Santa Lucía del Mela)

### Sede de Lípari
- San Agatone I † (siglo III)[36]

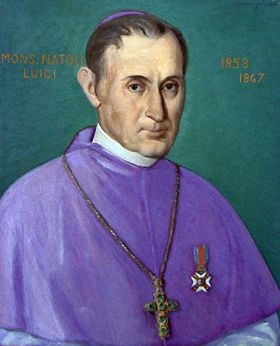
Luigi Natoli gobernó la sede de Mesina de 1867 a 1875

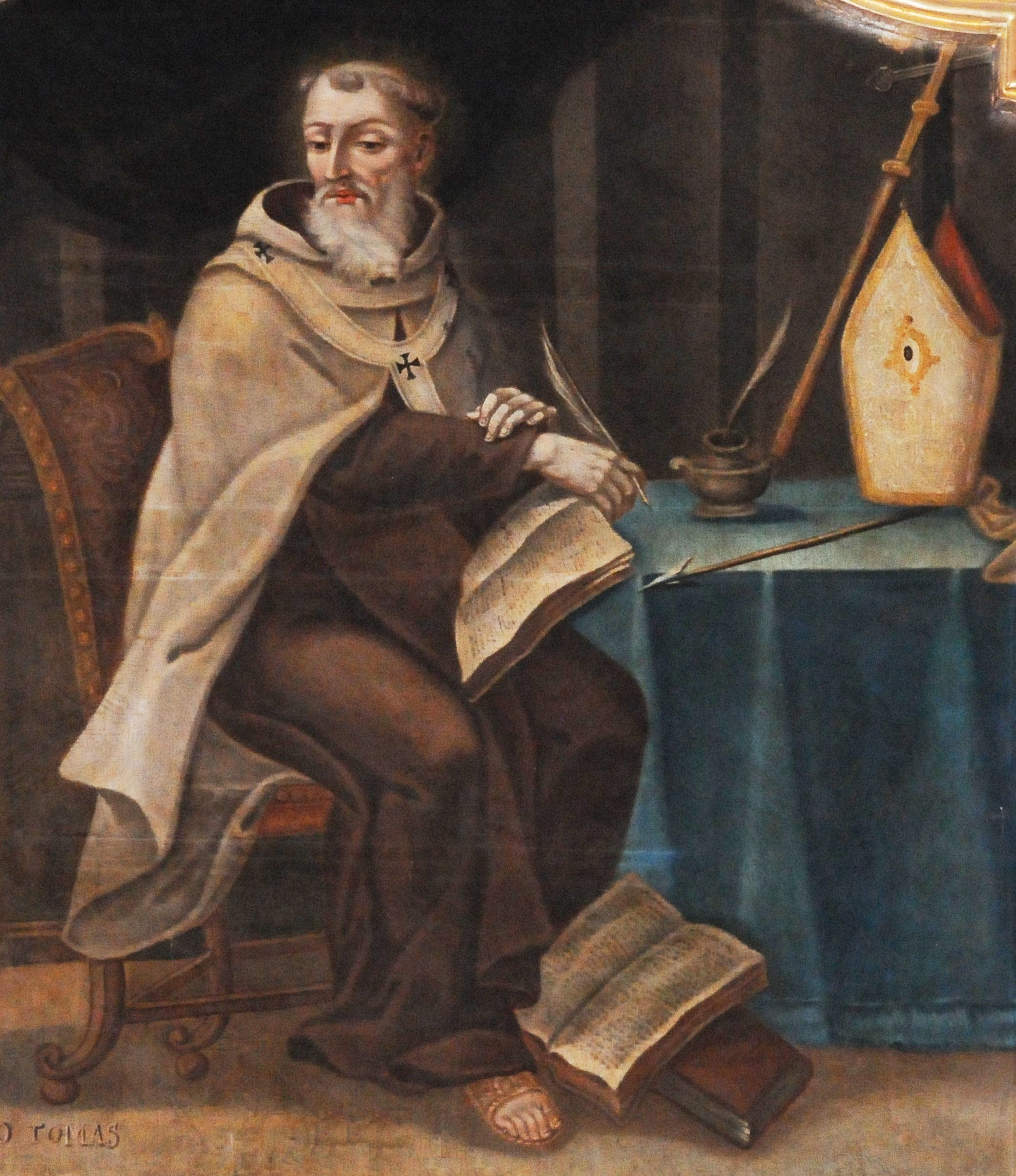
El carmelita Pedro Tomás gobernó la iglesia de Lípari de 1354 a 1359. Hoy es venerado como santo en la Iglesia católica

- Augusto † (antes del 501-después de 502)
- Agatone II † (antes del 592 depuesto)[nota 26]
  - Paolino † (mencionado en 592) (administrador)[nota 27]
- Anónimo † (mencionado en 597)
- Pellegrino † (mencionado en 649)
- Anónimo † (mencionado en 700 circa)
- Basilio † (mencionado en 787)
- Samuele † (mencionado en 879)[nota 28]
- Leonzio † (IX-X)[nota 29]
  - Sede suprimida (circa siglo X-XII)
  - Giovanni I, O.S.B. † (1131-1139 depuesto) (antiobispo)
- Gilberto † (1157-después de 1166)
- Stefano, O.S.B. † (antes del 1179-después de 1201)[nota 30]
- Anselmo, O.S.B. † (antes de marzo de 1207-después de 1216)
- P., O.S.B. † (1219) (obispo electo)[nota 31]
- Giacomo † (antes de octubre de 1221-25 de septiembre de 1225 nombrado arzobispo de Capua)[nota 32]
- Pagano † (antes del 22 de septiembre de 1229-?)[nota 33]
- Gregorio Mustazio de Mesina † (circa 1232/1233) (obispo electo)
- Pandolfo I † (antes de febrero de 1235-después de 1244)[nota 34]
- Filippo † (antes de mayo de 1247-circa abril-mayo de 1255 falleció)
  - Matteo Aldigerio † (28 de agosto de 1255-4 de noviembre de 1256) (administrador apostólico intruso)
  - Leone de Pando † (mencionado en 1260) (administrador apostólico intruso)
  - Bonconte di Pendenza † (3 de septiembre de 1261-16 de septiembre de 1265 renunció) (obispo intruso)
- Bartolomeo Varelli di Lentini, O.P. † (5 de enero de 1254[nota 35]-después del 27 de septiembre de 1283 falleció)[nota 36]
  - Matteo (Aldigerio?) † (mencionado en 1284) (administrador apostólico)
- Pandolfo II † (25 de febrero de 1286-después de 1296 falleció)
- Giovanni II † (31 de enero de 1304-1324 falleció)
- Pietro I, O.P. † (antes del 1325-?)
  - Francesco di Pietro † (1342-?) (obispo electo)[nota 37]
- Vincenzo, O.F.M. † (27 de noviembre de 1342-1346 falleció)
- Pietro II, O.F.M. † (15 de febrero de 1346-21 de enero de 1354 falleció)
- San Pietro Tommaso, O.Carm. † (16 de noviembre de 1354-10 de mayo de 1359 nombrado obispo de Corone)
- Giovanni Graffeo, O.F.M. † (17 de julio de 1360-? falleció)
- Ubertino di Corleone, O.F.M. † (28 de noviembre de 1373-1386 depuesto)
- Francesco, O.P. † (30 de mayo de 1386-18 de marzo de 1388 nombrado obispo de Mazara del Vallo)
- Ubertino di Corleone, O.F.M. † (16 de mayo de 1390-18 de agosto de 1397 nombrado obispo de Gaeta) (por segunda vez)[nota 38]
- Francesco Gattolo † (18 de diciembre de 1397-1400 falleció)[nota 39]
- Antonio † (11 de junio de 1400-circa 1403 falleció)
- Tommaso † (circa 1403-1419 nombrado obispo de los Marsos)
- Antonio de Conte † (31 de julio de 1419-31 de julio de 1432 falleció)
- Bartolomeo de Salvo † (17 de octubre de 1432-después de abril de 1457)
- Francesco de Stylo, O.P. † (19 de junio de 1461-después de 1479 renunció)
- Giacomo Carduini † (9 de octubre de 1489-1506 falleció)
- Luigi de Amato † (19 de septiembre de 1506-26 de enero de 1515 nombrado obispo de San Marco Argentano)
- Antonio Zeno † (26 de enero de 1515-? falleció)
- Pietro † (mencionado en 1530)
- Gregorio Magalotti † (23 de agosto de 1532-20 de agosto de 1534 nombrado obispo de Chiusi)
- Baldo Farrattini † (20 de agosto de 1534-circa 1553 renunció)[nota 40]
- Annibale Spadafora † (? falleció)
- Filippo Lancia † (13 de abril de 1554-1564 falleció)
- Antonio Giustiniani, O.P. † (12 de mayo de 1564-1571 falleció)
- Pietro Cancellieri † (3 de octubre de 1571-1580 falleció)
- Paolo Bellardito † (17 de octubre de 1580-1585 renunció)
- Martín Acuña, O.Carm. † (11 de diciembre de 1585-circa 1593 falleció)
- Juan Pedro González de Mendoza, O.E.S.A. † (31 de mayo de 1593-1599 renunció)
- Alfonso Vidal, O.F.M. † (23 de noviembre de 1599-17 de noviembre de 1618 falleció)
- Alberto Caccano, O.P. † (2 de abril de 1619-9 de agosto de 1627 falleció)
- Giuseppe Candido † (29 de noviembre de 1627-9 de diciembre de 1644 falleció)
- Agostino Candido † (12 de junio de 1645-agosto de 1650 falleció)
- Benedetto Geraci † (19 de diciembre de 1650-18 de agosto de 1660 falleció)
- Adamo Gentile † (15 de noviembre de 1660-noviembre de 1662 falleció)
- Francesco Arata † (13 de agosto de 1663-25 de mayo de 1690 falleció)
- Gaetano de Castillo † (8 de enero de 1691-22 de marzo de 1694 falleció)
- Gerolamo Ventimiglia, C.R. † (19 de julio de 1694-17 de diciembre de 1709 falleció)
- Nicola Maria Tedeschi, O.S.B. † (10 de marzo de 1710-28 de febrero de 1722 renunció[nota 41])
- Pietro Vincenzo Platamone, O.P. † (23 de marzo de 1722-13 de febrero de 1733 falleció)
- Bernardo Maria Beamonte, O.C.D. † (11 de mayo de 1733-24 de julio de 1742 falleció)
- Francesco Maria Miceli † (11 de marzo de 1743-2 de enero de 1753 falleció)
- Vincenzo Maria de Francisco e Galletti, O.P. † (9 de abril de 1753-19 de julio de 1769 falleció)
- Bonaventura Prestandrea, O.F.M.Conv. † (20 de noviembre de 1769-12 de diciembre de 1777 falleció)
- Giuseppe Coppula † (14 de diciembre de 1778-16 de febrero de 1789 falleció)
  - Sede vacante (1789-1802)
- Domenico Spoto † (9 de agosto de 1802-28 de mayo de 1804 nombrado obispo de Cefalú)
- Antonino Reggio † (29 de octubre de 1804-14 de diciembre de 1806 falleció)
- Silvestro Todaro, O.F.M.Conv. † (18 de septiembre de 1807-22 de julio de 1816 nombrado obispo de Patti)
- Carlo Maria Lenzi, Sch.P. † (25 de mayo de 1818-5 de abril de 1825 falleció)
- Pietro Tasca † (13 de marzo de 1826-17 de septiembre de 1827 nombrado obispo de Cefalú)
  - Sede vacante (1827-1831)
- Giovanni Portelli † (30 de septiembre de 1831-28 de enero de 1838 falleció)
- Giovanni Maria Visconte Proto, O.S.B. † (18 de febrero de 1839-17 de junio de 1844 nombrado obispo de Cefalú)
- Bonaventura Atanasio, C.SS.R. † (22 de julio de 1844-octubre de 1857 renunció)
- Ludovico Ideo, O.P. † (25 de junio de 1858-4 de diciembre de 1880 falleció)
- Mariano Palermo † (13 de mayo de 1881-14 de marzo de 1887 nombrado obispo de Piazza Armerina)
  - Sede vacante (1887-1890)
- Giovanni Pietro Natoli † (23 de junio de 1890-23 de agosto de 1898 falleció)
- Nicola Maria Audino † (28 de noviembre de 1898-22 de junio de 1903 nombrado obispo de Mazara del Vallo)
- Francesco Maria Raiti, O.Carm. † (22 de junio de 1903-6 de diciembre de 1906 nombrado obispo de Trapani)
- Angelo Paino † (12 de julio de 1909-10 de enero de 1921 nombrado arzobispo coadjutor de Mesina[nota 42])
  - Sede vacante (1921-1928)
- Bernardino Re, O.F.M.Cap. † (11 de abril de 1928-15 de enero de 1963 falleció)
- Salvatore Nicolosi † (21 de marzo de 1963-27 de junio de 1970 nombrado obispo de Noto)
  - Sede vacante (1970-1977)
- Ignazio Cannavò † (10 de diciembre de 1977-30 de septiembre de 1986 nombrado arzobispo de Mesina-Lípari-Santa Lucía del Mela)

### Sede de Santa Lucía del Mela
- Gregorio Mostaccio †[37]

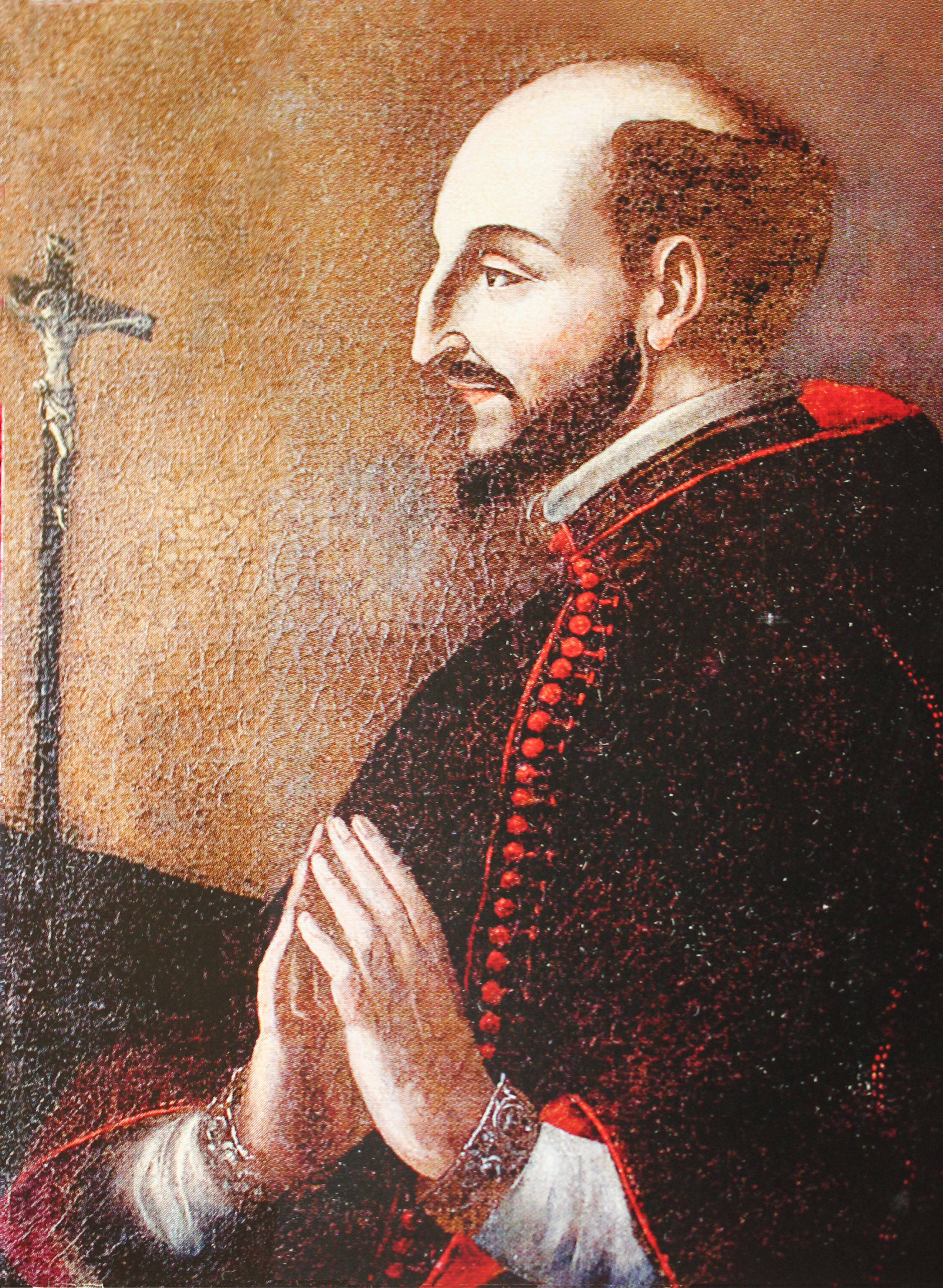
Antonio Franco fue prelado de Santa Lucía del Mela de 1616 a 1626. Hoy es venerado como beato en la Iglesia católica

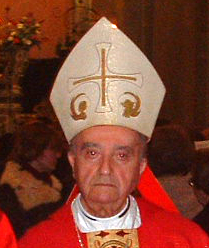
Bajo el gobierno de Ignazio Cannavò, las jurisdicciones de Mesina, Lípari, Santa Lucía del Mela y Santísimo Salvador fueron unidas In persona episcopi. En 1986 se dio la unión plena de las tres primeras con el nombre de arquidiócesis de Mesina-Lípari-Santa Lucía del Mela. El arzobispo ostenta igualmente el título de archimandrita del Santísimo Salvador

- Bartolomeo Antiocheno † (?-31 de enero de 1306 nombrado arzobispo de Palermo)
- Damiano de Palizio † (mencionado en 1322)
- Pietro de Pernis, O.F.M. † (1340-25 de febrero de 1346 nombrado obispo de Patti)
- Orlando Brunello † (1344-1355 falleció)
- Francesco De Luca, O.E.S.A. † (1355-1360)
- Dionigi De Murcia, O.E.S.A. † (1360-20 de marzo de 1363 nombrado arzobispo de Mesina)
- Filippo da Castrogiovanni, O.F.M. † (1363-?)
- Ubertino da Corleone, O.F.M. † (?-28 de noviembre de 1373 nombrado obispo de Patti)
- Filippo Crispo, O.E.S.A. † (?-1 de diciembre de 1402 falleció)[38]
- Filippo De Ferrario, O.Carm. † (12 de enero de 1403-4 de julio de 1414 nombrado obispo de Agrigento)[nota 43]
- Tommaso Crisafi, O.F.M. † (1416-julio de 1426 falleció)[38]
- Giovanni de Stefano, O.Cist. † (1426-?)
- Giacomo Porzio †
- Giacomo Gallarat †
- Alemanno de Sicar † (1450-?)
- Puccio de Palizio † (1452-1455)
- Giacomo Bonanno † (1456-?)
- Giacomo Gagliardo † (1457-? falleció)
- Gabriele Enguerra † (agosto de 1458-mayo de 1462 renunció)
- Angelo Staiti † (mencionado en 1464)
- Federico de Vitale † (antes del 1482-1483 falleció)
- Leonardo De Albertis † (9 de octubre de 1483-?)
- Gian Martino de Vitale † (1484-1485 renunció)
- Dalmazio di Tolosa † (1485-?)
- Alfonso d'Aragona † (1492-?)
- Giacomo Conchilles, O. de M. † (1505-25 de febrero de 1509 nombrado obispo de Catania)
- Juan Miguel de Mayo † (1509-? renunció)
- Diego Herrera † (1510-?)
- Giovanni Rizzo † (circa 1516-20 de agosto de 1530 falleció)
- Girolamo Zafarana, O.S.B. † (antes del 1535-1576 falleció)
- Pedro Manríquez de Buytron † (1576-después de 1580)
- Girolamo Riggio † (1585-1589 falleció)
- Juan d'Espinar † (1590-1601 falleció)
- Simone Rao Grimaldi † (15 de agosto de 1602-12 de marzo de 1616 falleció)
- Beato Antonio Franco † (12 de noviembre de 1616-2 de septiembre de 1626 falleció)
- Vincenzo Firmatura † (24 de marzo de 1628-3 de marzo de 1648 falleció)
- Martino La Farina † (21 de septiembre de 1648-17 de septiembre de 1668 falleció)
- Simone Impellizzeri † (29 de julio de 1670-agosto de 1701 falleció)
- Carlo Massa † (4 de diciembre de 1702-26 de diciembre de 1704 falleció)
  - Sede vacante (1704-1709)
- Pedro Solerá Montoya † (1709-31 de marzo de 1711 falleció)
- Francesco Barbara † (mayo de 1712-15 de enero de 1732 falleció)
- Antonio Ura † (15 de octubre de 1732-28 de octubre de 1735 falleció)
- Marcello Moscella † (5 de enero de 1736-10 de abril de 1760 falleció)
  - Sede vacante (1760-1767)
- Scipione Ardoino Alcontres, C.R. † (19 de diciembre de 1767-17 de junio de 1771 nombrado arzobispo de Mesina)
- Emanuello Rao-Torres † (18 de diciembre de 1771-abril de 1778 falleció)
- Carlo Santacolomba † (1780-13 de julio de 1801 falleció)
- Alfonso Airoldi † (1803-19 de marzo de 1817 falleció)[nota 44]
- Gabriele Maria Gravina, O.S.B. † (enero de 1818-septiembre de 1818 renunció)
- Giacomo Coccia † (15 de septiembre de 1818-4 de junio de 1829 falleció)
  - Sede vacante (1829-1834)
- Ignazio Avolio † (1834-22 de febrero de 1844 renunció)
  - Sede vacante (1844-1852)
- Paolo Maria Mondìo † (15 de marzo de 1852[nota 45]-4 de septiembre de 1857 falleció)
- Carlo Vittore Papardo, C.R. † (27 de septiembre de 1858-27 de octubre de 1871 nombrado obispo de Patti)
  - Sede vacante (1871-1880)
- Gaetano Blandini † (12 de agosto de 1880-15 de marzo de 1883 nombrado obispo coadjutor de Girgenti)
  - Sede vacante (1883-1920)
  - Stefano Gerbino di Cannitello, O.S.B. † (3 de junio de 1890-29 de noviembre de 1895 nombrado obispo de Trapani) (prelado electo)
  - Giuseppe Fiorenza † (15 de diciembre de 1895-22 de junio de 1896 nombrado arzobispo de Siracusa) (prelado electo)
  - Vincenzo Di Giovanni † (21 de octubre de 1896-4 de marzo de 1901 renunció) (prelado electo)
  - Francesco Certo Garipoli † (16 de abril de 1901-21 de febrero de 1911 falleció) (administrador apostólico)
- Salvatore Ballo Guercio † (8 de marzo de 1920-18 de septiembre de 1933 nombrado obispo de Mazara del Vallo)
- Antonio Mantiero † (1 de junio de 1935-29 de agosto de 1936 nombrado obispo de Treviso)
- Luciano Geraci † (6 de marzo de 1937-20 de julio de 1946 falleció)
- Luigi Cammarata † (4 de diciembre de 1946-24 de febrero de 1950 falleció)
- Guido Tonetti † (25 de julio de 1950-16 de febrero de 1957 nombrado arzobispo a título personal de Cúneo)
- Francesco Ricceri † (16 de marzo de 1957-15 de mayo de 1961 nombrado obispo de Trapani)
- Francesco Tortora, O.M. † (19 de marzo de 1962-21 de octubre de 1972 nombrado obispo de Gerace-Locri)
  - Sede vacante (1972-1976)
- Ignazio Cannavò † (20 de diciembre de 1976-30 de septiembre de 1986 nombrado arzobispo de Mesina-Lípari-Santa Lucía del Mela)

## Sede de Messina-Lípari-Santa Lucía del Mela

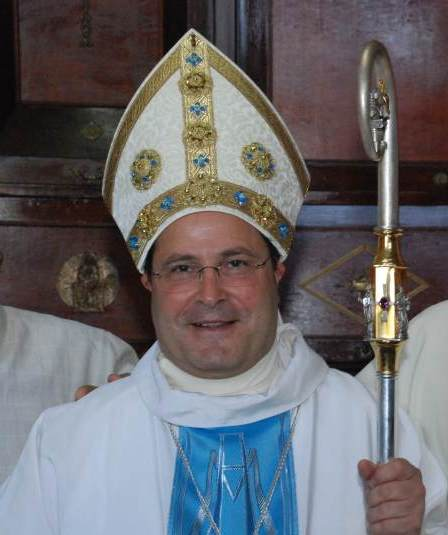
Calogero La Piana, arzobispo de Mesina-Lipari-Santa Lucía del Mela de 2006 a 2015

- Ignazio Cannavò † (30 de septiembre de 1986-17 de mayo de 1997 retirado)
- Giovanni Marra † (17 de mayo de 1997-18 de noviembre de 2006 retirado)
- Calogero La Piana, S.D.B. (18 de noviembre de 2006-24 de septiembre de 2015 renunció)[nota 46]
- Giovanni Accolla, desde el 20 de octubre de 2016

### Mesina
- (en latín) Rocco Pirri, Sicilia sacra., vol. I, Palermo, 1733, pp. 313-450
- (en italiano) Francesco Lanzoni, Le diocesi d'Italia dalle origini al principio del secolo VII (an. 604)., vol. II, Faenza, 1927, pp. 614-616
- (en italiano) Giuseppe Cappelletti, Le Chiese d'Italia dalla loro origine sino ai nostri giorni., Venecia, 1870, vol. XXI, pp. 559-569
- (en italiano) Vincenzio d'Avino, Cenni storici sulle chiese arcivescovili, vescovili e prelatizie (nullius) del Regno delle Due Sicilie., Nápoles, 1848, pp. 332-339
- (en alemán) Norbert Kamp, Kirche und Monarchie im staufischen Königreich Sizilien., vol. 3, Prosopographische Grundlegung: Bistümer und Bischöfe des Königreichs 1194 - 1266; Sizilien, Múnich, 1975, pp. 1010-1042
- (en latín) Paul Fridolin Kehr, Italia Pontificia., X, Berlín, 1975, pp. 328 y siguientes
- (en italiano) Giovan Giuseppe Mellusi, Dalla lettera della Madonna alla Madonna della lettera. Nascita e fortune di una celebre credenza messinese., en Archivio storico messinese, 93 (2012), pp. 237-261
- (en latín) Pius Bonifacius Gams, Series episcoporum Ecclesiae Catholicae., Graz, 1957, pp. 949-950
- (en latín) Konrad Eubel, Hierarchia Catholica Medii Aevi, vol. 1, p. 337; vol. 2, pp. XXX y 190; vol. 3, p. 242; vol. 4, p. 239; vol. 5, pp. 265-266; vol. 6, pp. 286-287

### Lípari
- (en latín) Rocco Pirri, Sicilia sacra., vol. II, Palermo, 1733, pp. 948-968
- (en italiano) Francesco Lanzoni, Le diocesi d'Italia dalle origini al principio del secolo VII (an. 604)., vol. II, Faenza, 1927, pp. 654-655
- (en italiano) Giuseppe Cappelletti, Le Chiese d'Italia dalla loro origine sino ai nostri giorni., Venecia, 1870, vol. XXI, pp. 572-579
- (en italiano) Vincenzio d'Avino, Cenni storici sulle chiese arcivescovili, vescovili e prelatizie (nullius) del Regno delle Due Sicilie., Nápoles, 1848, pp. 298-300
- (en italiano) Carlo Rodriquez, Breve cenno storico sulla Chiesa Liparese en: Giornale di scienze, letteratura ed arti per la Sicilia., Palermo, 1841, vol. 75 pp. 273-297; vol. 76 pp. 33-66
- (en alemán) Norbert Kamp, Kirche und Monarchie im staufischen Königreich Sizilien., vol. 3, Prosopographische Grundlegung: Bistümer und Bischöfe des Königreichs 1194 - 1266; Sizilien, Múnich, 1975, pp. 1078-1108
- (en latín) Paul Fridolin Kehr, Italia Pontificia., X, Berlín, 1975, pp. 355-359
- (en latín) Pius Bonifacius Gams, Series episcoporum Ecclesiae Catholicae., Graz, 1957, pp. 946-947
- (en latín) Konrad Eubel, Hierarchia Catholica Medii Aevi, vol. 1, pp. 308 y 384; vol. 2, p. 178; vol. 3, p. 226; vol. 4, p. 222; vol. 5, p. 245; vol. 6, p. 263

### Santa Lucía del Mela
- (en latín) Rocco Pirri, Sicilia sacra., vol. II, Palermo, 1733, pp. 1347-1352
- (en italiano) Vincenzio d'Avino, Cenni storici sulle chiese arcivescovili, vescovili e prelatizie (nullius) del Regno delle Due Sicilie., Nápoles, 1848, pp. 612-613
- (en italiano) Franco Biviano, Santa Lucia di Milazzo da casale normanno a terra aragonese (secoli XI-XIV)., en Ricerche storiche e archeologiche nel Val Demone. Atti del convegno di studi 2014, editado por Filippo Imbesi, Giuseppe Pantano e Luigi Santagati, Società Nissena di Storia Patria, 2014, pp. 142-165
- (en italiano) Giovan Giuseppe Mellusi, Alle origini della prelatura di Santa Lucia del Mela, en Ricerche storiche e archeologiche nel Val Demone. Atti del convegno di studi 2014, editado por Filippo Imbesi, Giuseppe Pantano y Luigi Santagati, Società Nissena di Storia Patria, 2014, pp. 166-178
- (en italiano) Rosario Basile, Santa Lucia del Mela e la sua Prelatura dall’XI al XVI secolo. Ricostruzione della storia sulla base di una obiettiva interpretazione dei documenti coevi. en Sicilia millenaria. Dalla microstoria alla dimensione mediterranea. II convegno internazionale, editado por Filippo Imbesi e Luigi Santagati, Società Nissena di Storia Patria, N. 21 suplemento, 2018, pp. 49-70.
- «Cronotassi dei prelati» (en italiano).